# 離子回旋共振
離子回旋共振是一種與磁場中離子運動相關的現象。它用於加速回旋加速器中的離子，並用于測量質譜分析中離子化分析物的質量，特别是傅立葉變換離子回旋共振質譜儀。它還可用於得知稀釋氣體混合物中化學反應的動力學，前提是這些反應涉及帶電物質。

## 回旋共振頻率的定義
由於勞侖茲力，離子在静止均匀的磁場中會做圓周運動。對於給定的磁場強度B ，此回旋運動的角頻率由下式給出
{\displaystyle \omega =2\pi f={\frac {zeB}{m}},}
其中z是離子的正電荷或負電荷的數量， e是基本電荷， m是離子的質量。 因此，具有频率f 的電激發信號將與具有質荷比m/z的離子共振，離子之質荷比由下式给出
{\displaystyle {\frac {m}{z}}={\frac {eB}{2\pi f}}.}
圓周運動可以與勻速軸向運動疊加，導致螺旋線，或者與垂直於場的匀速運動疊加（例如，在電場或重力場的情况下）導致擺線。

## 離子回旋共振加熱
離子回旋共振加熱（或 ICRH）是一種使用頻率與離子回旋頻率對應的電磁波來加熱等離子體的技術。 等離子體中的離子吸收電磁輻射，因此動能增加。該技術常用於加熱托克馬克等離子體。 

### 在太陽風中
2013年3月8日，美國宇航局發布了一篇文章，根據該文章，離子回旋波被其名為 WIND 的太陽探測器航天器確定為太陽風從太陽表面升起時加熱的主要原因。在這一發現之前，尚不清楚為什麽太陽風粒子在加速遠離太陽表面時會升溫而不是降溫。 

## 更多資料
- 回旋共振
- 电子回旋共振